# Arnold Hartig
Arnold Hartig (* 12. August 1878 in Brand bei  Tannwald,   Böhmen, heute Tanvald Žďár, Tschechische Republik; † 2. Februar 1972 in Purkersdorf bei Wien) war ein böhmischer Bildhauer und Medailleur, der sechs Jahrzehnte in Wien tätig war. Insgesamt schuf er etwa 600 Werke.

## Leben und Wirken
Arnold Hartig war Schüler des Stahlgraveurs Rudolf Zitte. Anschließend besuchte er die kunstgewerbliche Fachschule im nordböhmischen Gablonz und danach die Kunstgewerbeschule in Wien bei Istvan Stefan Schwartz. Sein Frühwerk 1903/1904 war am Jugendstil orientiert. 1905 wurde er Mitglied (ab 1970 Ehrenmitglied) des Wiener Künstlerhauses. Er entwarf Großreliefs und Medaillen von Persönlichkeiten und im Ersten Weltkrieg im Auftrag des österreichischen Kriegsfürsorgeamtes auch Kriegsmedaillen.
Nach dem Ende der Monarchie Österreich-Ungarn schuf Hartig Porträts von Industriellen. Zudem arbeitete er mit dem Wiener Hauptmünzamt zusammen, für das er zahlreiche Schillingmünzen entwarf. Bekannt wurden seine Porträts der Komponisten Mozart, Haydn, Beethoven und Schubert. In den 1930er Jahren wandte er sich der religiös inspirierten Medaille zu. Er war 1941, 1942 und 1944 mit insgesamt sieben Plaketten und zwei Medaillen auf der Großen Deutschen Kunstausstellung in München und 1942 mit Plaketten auf der Großen Berliner Kunstausstellung vertreten.
Nach dem Zweiten Weltkrieg schuf er Medaillen von bekannten Sudetendeutschen. Zu seinem Spätwerk gehören Medaillen, auf denen u. a. Papst Pius XII. dargestellt wird.
1964 erschien Hartigs Autobiographie: Aus meinem Leben. Vom Bauernjungen zum Künstler. Erlebnisse mit Porträtierten Persönlichkeiten. Seinen künstlerischen Nachlass übergab Arnold Hartig 1965 dem Museum Lauriacum in Enns. Er wurde am Neustifter Friedhof bestattet. Das Grab ist bereits aufgelassen.

## Werke (Auswahl)
- Raphael-Donner Tafel in Essling, heute ein Ortsteil von Wien
- Christus-Statue in der Kirche in Gablonz
- Relief "Bergpredigt" in Aussig
- Bronzemedaille Pius XII, 1950
- 25- und 100-Schilling-Goldmünzen 1926–34[2]
- Wertseite der 25- und 50-Schilling-Silbermünzen (1. Form mit 9 Wappen) 1955–64
- Gedenktafel an die Wiener Rotunde
- Porträt von Karl Landsteiner, befindlich an der Karl Landsteiner Privatuniversität für Gesundheitswissenschaften

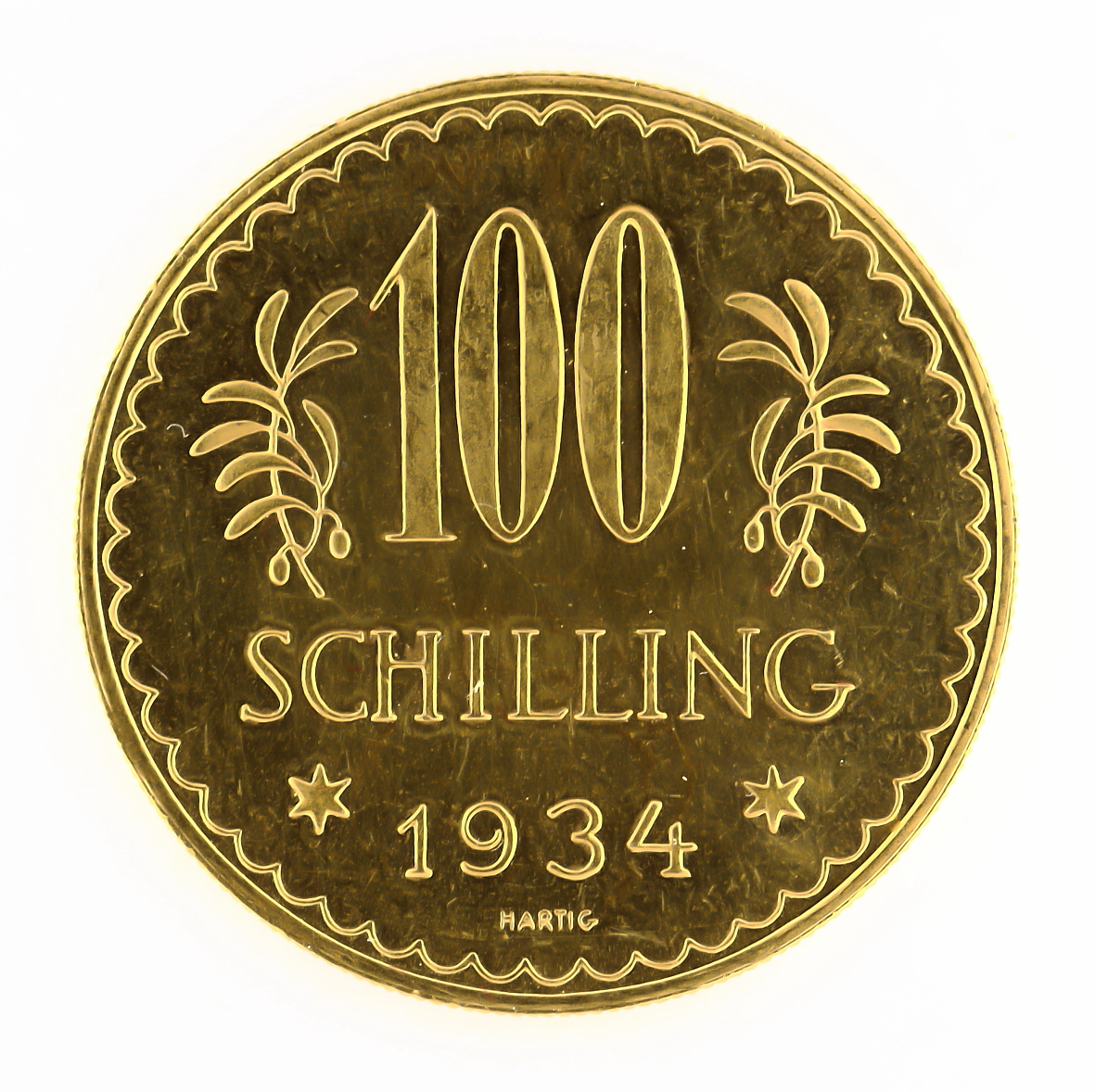
100-Schilling-Goldmünze 1926–34
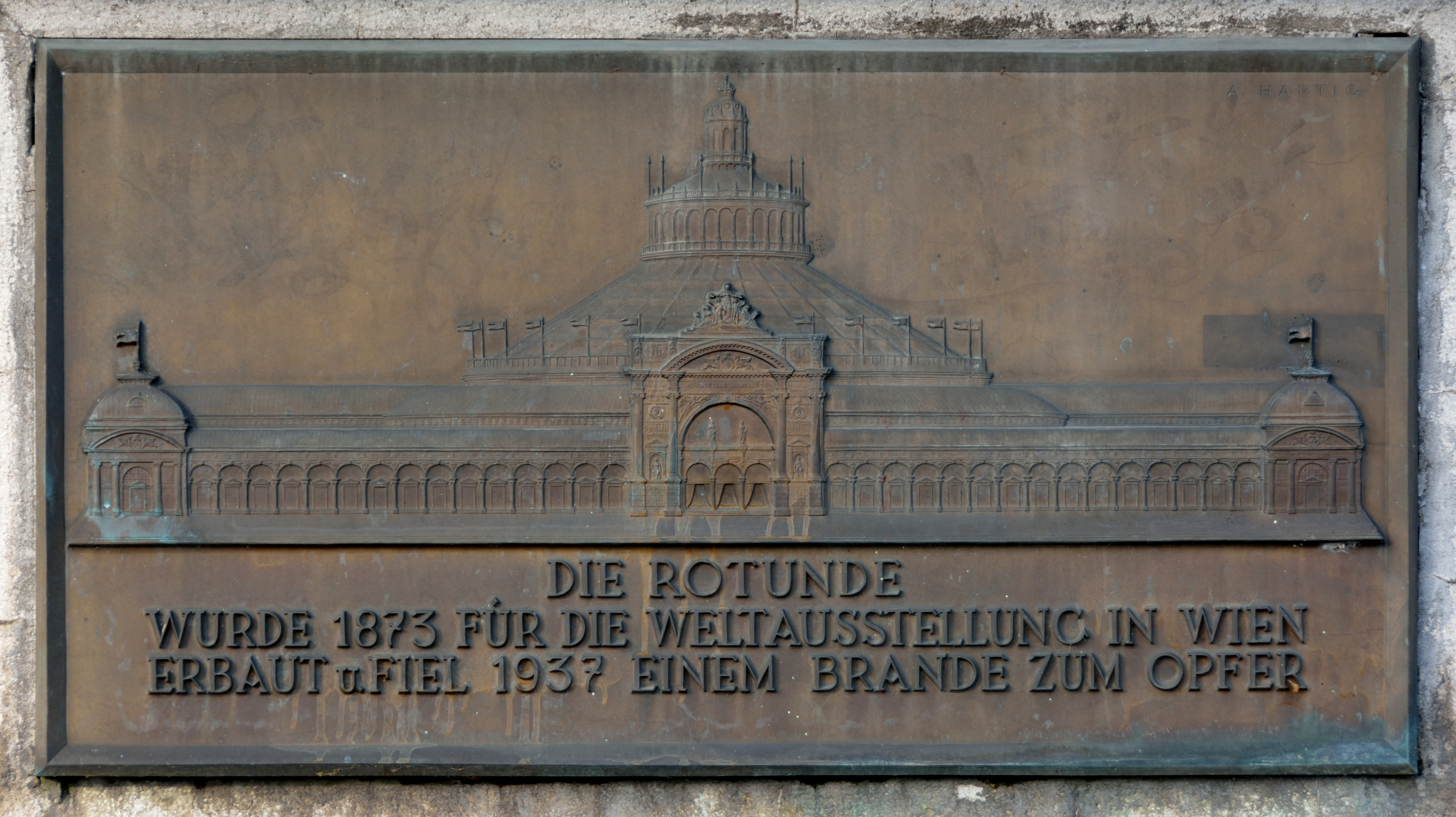
Gedenktafel an die Wiener Rotunde
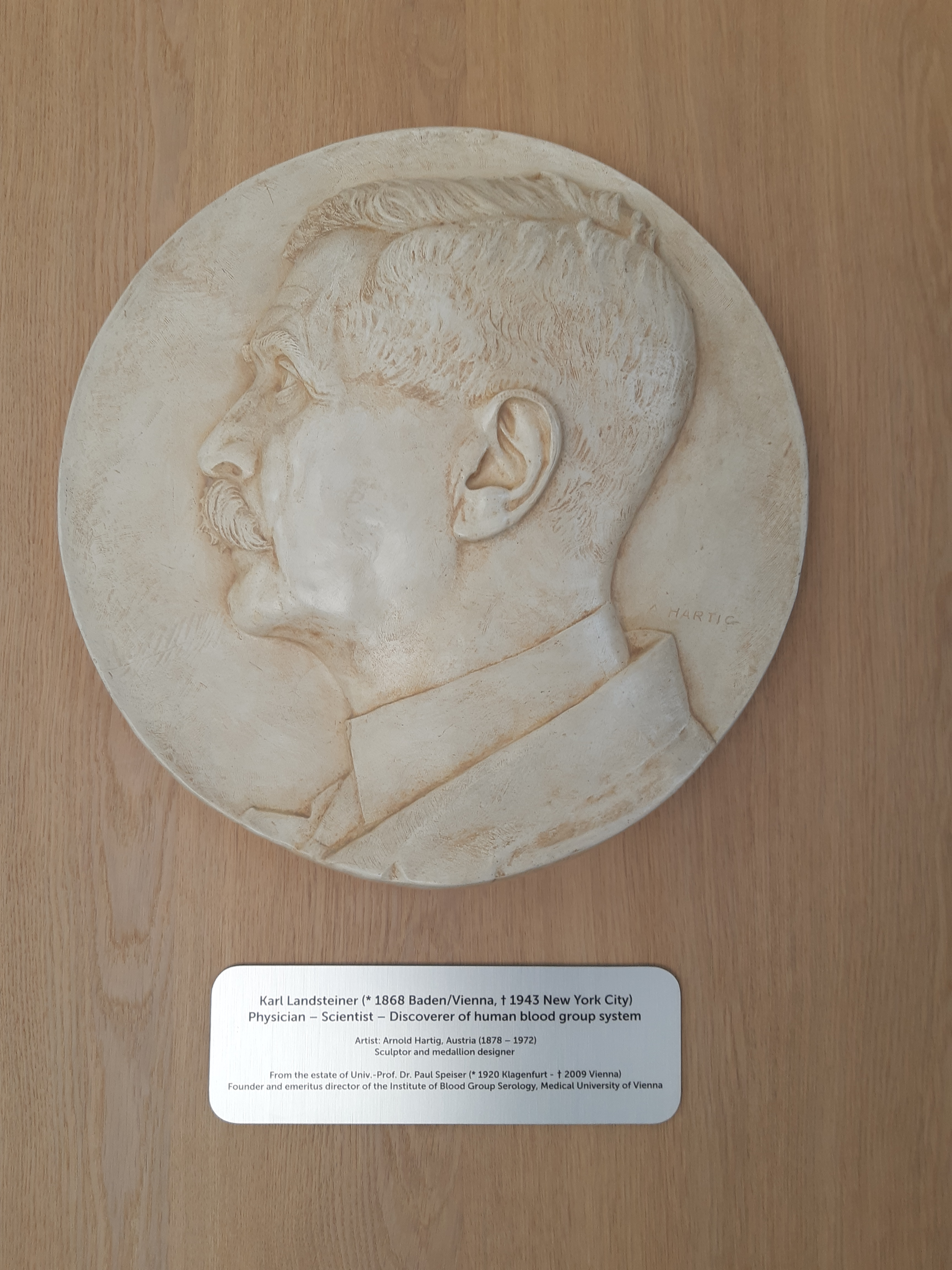
Porträt von Karl Landsteiner